# El Monstruo Milton
El Monstruo Milton (Milton the Monster) es una serie de televisión estadounidense de dibujos animados que se emitió originalmente los sábados por la mañana en ABC desde el 9 de octubre de 1965 hasta el 8 de septiembre de 1968. Fue producida y dirigida por Hal Seeger. El programa fue producida por Hal Seeger Productions.

## Transmisión
El Programa del Monstruo Milton fue transmitido por el canal estadounidense ABC desde el 9 de octubre de 1965 hasta el 7 de septiembre de 1968. La serie tuvo una duración de 26 episodios cortos. Durante el programa se podían ver también otros segmentos animados como El Intrépido Volador (Fearless Fly); El Vagabundo Millonario (Stuffy Durma), y El Vaquero Temerario (Flukey Luke).
También se transmitió en otros países, entre ellos Venezuela a través de la cadena Venevisión en los años 80.

## Trama del Programa del Monstruo Milton y del Intrépido Volador

### El Monstruo Milton
Milton es un monstruo de buen corazón con apariencia similar a la del monstruo de Frankenstein que vive en una mansión ubicada en la cima de la Montaña Horrorosa (Horror Hill). Su creador es El Profesor Wido (Professor Weirdo), un científico loco que tiene como asistente a un joven llamado Flacus Bigotis (Count Kook). La personalidad tierna de Milton se debe a un error cometido por el Profesor Wido cuando él estaba creando al monstruo en su laboratorio: el Profesor Wido añadió en exceso una sustancia que hacía al monstruo benévolo y cariñoso, pero también muy simple. El Profesor Wido se lamenta de haber hecho un monstruo bonachón en vez de uno malvado, y por eso busca siempre el modo de echar sutilmente a Milton fuera de su mansión.
Milton tiene una chimenea en la coronilla desde donde lanza columnas de humo, el cual varía en su color o intensidad de acuerdo a su estado de ánimo. Tiene como hermanos a dos monstruos también creados por el profesor Wido: lvada el Profesor Wido busca siempre el modo de echar sutilmente a Milton fuera de la mansión. Milton tiene como hermanos a dos monstruos llamados Mortus (Heebie) y Sólo un Ojo (Jeebie). Mortus es un zombie de cabello largo, pero calvo en la coronilla que usa un sombrero de color negro para cubrirse la calva y un traje también negro. Sólo un Ojo es un cíclope verde y peludo (tiene un solo ojo) y tiene un solo colmillo; está vestido sólo con botas negras, pues todo su cuerpo está cubierto de pelo verde.

### El Intrépido Volador
El Intrépido Volador es un varonil y musculoso insecto que vuela más veloz que un cohete y es tan fuerte que atraviesa las paredes y no puede morir por los matamoscas ni por los insecticidas, una auténtica máquina. El Intrépido Volador es en realidad una mosca macho apacible llamada Hiram que vive en una caja de cerillas, la cual es su verdadera personalidad. Cuando hay problemas Hiram se pone unos anteojos que le proporcionan superpoderes y se viste con un traje de color rojo y calzoncillos ajustados al miembro. Al colocarse las gafas el timbre de voz de Hiram cambia de agudo a grave y las dos antenas localizadas en su cabeza se enrollan para formar una sola. Hiram tiene como amigos a Flora, una mosca hembra que vive en un azucarero, y a Horsey, otra mosca macho que rivaliza con él por la atención de Flora, ya que los dos son unos simplones desesperados y patéticos. El peor enemigo del Intrépido Volador es El Doctor Gu Fee, quien vive en las montañas del Tíbet junto a su asistente Gung Ho. Respecto a las protagonistas femeninas, además de la virginal y pura Flora, tenemos un personaje diametralmente opuesto como la hermosa y voluptuosa seductora la Insecta Voladora, que al principio ejerce como consejera, celestina, vidente y bruja dado su gran intelecto, hermosura y contactos, pero su belleza es tan deslumbrante, su voz tan grave, su persona dura e implacable, y sus curvas tan pronunciadas, pesadas y desbordantes, que ella lo acaba besando, pasando a llevar a Flora como la principal protagonista femenina en la serie y convirtiéndose en su amante despampanante, el amor. Ella era hermosa, preciosa, y lo besó.